# Valentin Šubic
'Valentin Šubic, slovenski podobar, * 12. februar 1859, Poljane nad Škofjo Loko, † 17. oktober 1927, Poljane nad Škofjo Loko.
Bil je tretji sin slikarja Štefana Šubica. Podobarstva se je učil pri očetu ter delal v njegovi delavnici tudi s svojimi brati. Izdeloval je kipe, oltarje in drugo cerkveno opremo. Po očetovi smrti je prevzel njegovo delavnico, v začetku 20. stoletja pa jo je opustil in se lotil poštarske službe.